# 兰屿加
兰屿加（学名：Boerlagiodendron pectinatum），为五加科兰屿加属下的一个植物种。